# Tugimaantee 17
De Tugimaantee 17 is een secundaire weg in Estland. De weg loopt van Keila naar Saunja, bij Haapsalu, en is 68,8 kilometer lang. 